# Miguel Jerónimo de Cervantes y Velasco
Miguel Jerónimo de Cervantes y Velasco (Ciudad de México, Nueva España, 21 de marzo de 1789-1864) fue desde 1802 el VI marqués de Salvatierra, miembro de dos antiguas familias criollas de la Nueva España y perteneció a la clase alta de la élite mexicana de la época. Firmó el Acta de Independencia del Imperio Mexicano el 28 de septiembre de 1821 junto con su hermano José María de Cervantes y Velasco, su tío Juan María Cervantes y Padilla, Agustín de Iturbide y otros personajes.

## Biografía
Miguel de Cervantes y Velasco nació en el Palacio de los Condes de Santiago de Calimaya, también conocido como la Casa de los Cañones, hoy Museo de la Ciudad de México, en la calle de Pino Suárez esquina República de Salvador, el 26 de marzo de 1789. Fueron sus padres Don Ignacio Leonel Gómez de Cervantes y Padilla, nieto de los Marqueses de Sta. Fe de Guardiola, y Doña Ana María Jerónima Gutiérrez Altamirano y Velasco de Ovando, undécima Condesa de Santiago de Calimaya, décima Marquesa de Salinas y quinta Marquesa de Salvatierra. Fueron sus hermanos Doña Rita de Cervantes y Velasco, Don José María de Cervantes y Velasco, Conde de Santiago de Calimaya, también firmante del Acta de Independencia, así como Ignacia, Pascuala, Francisco de Paula, Rafael, Josefa y Ana, todos ellos de apellidos Cervantes y Velasco. 
Como muchos de sus ancestros Don Miguel siguió la carrera de las armas, para el año de 1813 era Teniente de Policía en la Ciudad de México y en aquellos años también fue Sindico del Convento de las Capuchinas en la capital novohispana. Se casó en primeras nupcias el 24 de septiembre de 1809 con Doña María de Jesús Michaus y Oroquieta con quien solo tuvo una hija enviudando al poco tiempo. Tomó en segundo matrimonio a Doña Joaquina Estanillo y Oroquieta, prima hermana de su primera esposa el 26 de junio de 1821, habiéndose casado en la Parroquia del Sagrario de la Catedral de la Ciudad de México. Con Doña Joaquina procreó ocho hijos, Don José, Don Miguel, Don Juan, Doña Mariana, Doña María de la Paz, Doña Soledad, Don Jesús y Doña Rosario.
Además de su actividad como militar, tuvo actividades políticas ejemplo de ello fue su nombramiento por parte de Agustín Iturbide como miembro de la Junta Provisional Gubernativa que rigió al país del 28 de septiembre de 1821 al 24 de febrero de 1822, cuando se instala el primer Congreso Mexicano, lo anterior fue parte de lo firmado entre Don Juan de O’Donoju y Agustín Iturbide en el Tratado de Córdoba del 24 de agosto de 1821. Posteriormente fue Consejero de Estado, llegó a obtener el grado de general de la República y fue gobernador de la Ciudad de México.
Por otro lado tuvo actividades empresariales ya que heredo diversas propiedades en la Ciudad de México de las que recibía y administraba rentas, así como el manejo y la administración de varias haciendas y ranchos en los alrededores de la Ciudad Capital como fueron la Hacienda de Molino de Flores y la de San Javier en las cercanías de Texcoco en el Estado de México, la Hacienda de la Concepción en Pachuca, los Ranchos de La Cantera, El Durazno, Reyes Chico, Santa Matilde, Tlatacoyac, el Sabino y Espíndola, en las inmediaciones de las mencionadas haciendas, en ellos se producía pulque, trigo, cebada, avena, así como ganado mayor y menor, estos fueron heredados por sus hijos y nietos quienes a principios del siglo XX seguían en posesión de los mismos y eran accionistas de la Compañía Expendedora de Pulques, S. A., y la Compañía Expendedora de Pulques de Pachuca, S. A. 
Don Miguel fue descendiente de varios conquistadores, entre ellos, por el lado de su padre, de Don Leonel Gómez de Cervantes y Tello, quien llegó con Pánfilo de Narváez y se unió a Hernán Cortes. De Antonio de Carbajal, de Bernardino Vázquez de Tapia, Cristóbal de Oñate, Juan de Tolosa, Juan Ochoa de Lezalde, Juan Velázquez de León y Francisco Reynoso, así como de Don Juan de Cervantes y Casaus, Factor y Veedor del Panuco, nombrado en 1524 por el Emperador Carlos V. Por la rama materna descendía de los virreyes Don Luis de Velasco y Ruiz de Alarcón y Don Luis de Velasco y Castilla, de Don Juan Gutierrez Altamirano, primo, abogado y apoderado de Cortes y dueño original del solar donde hoy se encuentra el Museo de la Ciudad de México, emparentado por este lado con el Virrey Don Antonio de Mendoza y el Virrey Don Gastón de Peralta, Marqués de Falces y por ambos lados con la familia Rivadeneyra descendientes de Leonor Cortés Moctezuma hija de Hernán Cortes y de Doña Isabel de Moctezuma (Tecuichpo Ixcaxochitzin) hija de Moctezuma II. 
Murió en el año de 1864 a la edad de 75 años y fue enterrado en el Panteón Familiar que se ubica en la Capilla del Señor de la Presa en la Hacienda de Molino de Flores, junto a muchos de sus parientes.

### Nacimiento e infancia
Este personaje fue bautizado con los siguientes nombres y apellidos: Miguel Jerónimo López de Peralta Urrutia de Vergara Albornoz Cervantes y Velasco, para poderse ostentar como el sexto Marqués de Salvatierra (1789-1864), aunque al abolirse el uso de títulos nobiliarios en México solo usaba el nombre de Miguel de Cervantes y Velasco. Fue Maestrante de la Real Ronda, militar de carrera, habiendo sido teniente de policía de la Cd. de México, firmó el Acta de Independencia de México en 1821. Fue capitán de la Guardia del emperador Agustín I (de Iturbide), consejero de Estado, Gran Cruz de la Orden de Guadalupe, llegó a ser general de la República y fue gobernador del Distrito Federal.

### Ámbito Empresarial
Heredero de diversas propiedades en la Ciudad de México de las que recibía y administraba rentas, así como el manejo y la administración de varias haciendas y ranchos en los alrededores de la Ciudad Capital como fueron la Hacienda de Molino de Flores y la de San Javier en las cercanías de Texcoco en el Estado de México, la Hacienda de la Concepción en Pachuca, los Ranchos de La Cantera, El Durazno, Reyes Chico, Santa Matilde, Tlatacoyac, el Sabino y Espíndola, en las inmediaciones de las mencionadas haciendas, en ellos se producía pulque, trigo, cebada, avena, así como ganado mayor y menor, estos fueron heredados por sus hijos y nietos quienes a principios del siglo XX seguían en posesión de los mismos y eran accionistas de la Compañía Expendedora de Pulques, S. A., y la Compañía Expendedora de Pulques de Pachuca, S. A.

## Vida personal
Miguel de Cervantes y Velasco nació en el Palacio de los Condes de Santiago de Calimaya, también conocido como la Casa de los Cañones, hoy Museo de la Ciudad de México, en la calle de Pino Suárez esquina República de Salvador, el 26 de marzo de 1789. Fueron sus padres Don Ignacio Leonel Gómez de Cervantes y Padilla, nieto de los Marqueses de Sta. Fe de Guardiola, y Doña Ana María Jerónima Gutiérrez Altamirano y Velasco de Ovando, undécima Condesa de Santiago de Calimaya, décima Marquesa de Salinas del Río Pisuerga y quinta Marquesa de Salvatierra. Fueron sus hermanos Doña Rita de Cervantes y Velasco, Don José María de Cervantes y Velasco, Conde de Santiago de Calimaya, también firmante del Acta de Independencia, así como Ignacia, Pascuala, Francisco de Paula, Rafael, Josefa y Ana, todos ellos de apellidos Cervantes y Velasco. 

### Otros afines
Otros trabajos relacionados son en la pesca, las obras artísticas...

## Premios y reconocimientos
- , firmo el Acta de Independencia de México en 1821. Fue Capitán de la Guardia del Emperador Agustín Iturbide Consejero de Estado, Gran Cruz de la Orden de Guadalupe, llegó a ser General de la República y fue Gobernador del Distrito Federal.  (1821)